# Champsac
Champsac est une commune française située dans le département de la Haute-Vienne en région Nouvelle-Aquitaine.
Elle est intégrée au parc naturel régional Périgord Limousin.
Les habitants de la commune s'appellent les Champsacois et les  Champsacoises 
.

## Géographie

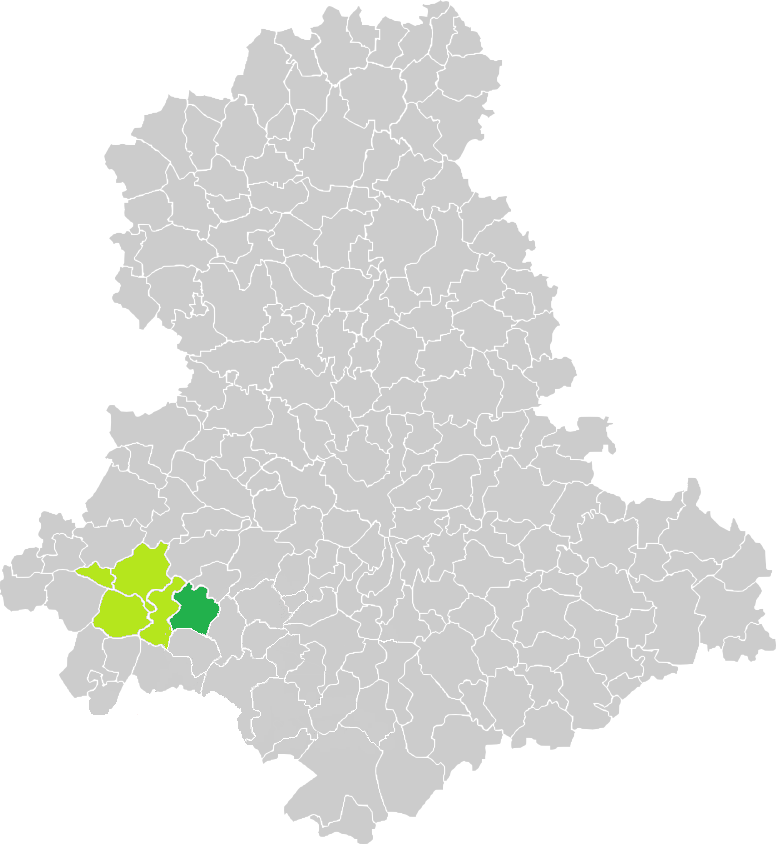
Situation de la commune de Champsac en Haute-Vienne.

Commune du canton d'Oradour-sur-Vayres, dans l’arrondissement de Rochechouart. 
Le territoire communal s'étend de la vallée de la Gorre, qui lui sert de limite au nord-est, et celle de la Tardoire, qui marque  sa limite sud-ouest. Il est traversé par deux petits affluents de la Gorre, les ruisseaux du Gabaret et de la Monnerie.

### Communes limitrophes
Les communes limitrophes sont  Champagnac-la-Rivière, Châlus, Gorre, Pageas et Saint-Laurent-sur-Gorre.
|                       | Saint-Laurent-sur-Gorre | Gorre  |
| Champagnac-la-Rivière | Champsac                | Pageas |
|                       | Châlus                  |        |

### Climat
Pour des articles plus généraux, voir Climat de la Nouvelle-Aquitaine et Climat de la Haute-Vienne.
Historiquement, la commune est exposée à un climat océanique limousin.  
En 2020, Météo-France publie une typologie des climats de la France métropolitaine dans laquelle la commune est exposée à un climat océanique altéré et est dans la région climatique  Ouest et nord-ouest du Massif Central, caractérisée par une pluviométrie annuelle de 900 à 1 500 mm, maximale en automne et en hiver.
Pour la période 1971-2000, la température annuelle moyenne est de 11,4 °C, avec une amplitude thermique annuelle de 14,7 °C. Le cumul annuel moyen de précipitations est de 1 048 mm, avec 13,8 jours de précipitations en janvier et 7,9 jours en juillet. Pour la période 1991-2020, la température moyenne annuelle observée sur la station météorologique la plus proche, située sur la commune de Champagnac-la-Rivière à 4 km à vol d'oiseau, est de 11,5 °C et le cumul annuel moyen de précipitations est de 1 189,6 mm,. Pour l'avenir, les paramètres climatiques de la commune estimés pour 2050 selon différents scénarios d’émission de gaz à effet de serre sont consultables sur un site dédié publié par Météo-France en novembre 2022.

## Urbanisme

### Typologie
Au 1er janvier 2024, Champsac est catégorisée commune rurale à habitat très dispersé, selon la nouvelle grille communale de densité à sept niveaux définie par l'Insee en 2022.
Elle est située hors unité urbaine. Par ailleurs la commune fait partie de l'aire d'attraction de Limoges, dont elle est une commune de la couronne,. Cette aire, qui regroupe 127 communes, est catégorisée dans les aires de 200 000 à moins de 700 000 habitants,.

### Occupation des sols
L'occupation des sols de la commune, telle qu'elle ressort de la base de données européenne d’occupation biophysique des sols Corine Land Cover (CLC), est marquée par l'importance des territoires agricoles (74,5 % en 2018), une proportion sensiblement équivalente à celle de 1990 (74,8 %). La répartition détaillée en 2018 est la suivante : 
prairies (44,5 %), zones agricoles hétérogènes (29,3 %), forêts (25,5 %), terres arables (0,8 %). L'évolution de l’occupation des sols de la commune et de ses infrastructures peut être observée sur les différentes représentations cartographiques du territoire : la carte de Cassini (XVIIIe siècle), la carte d'état-major (1820-1866) et les cartes ou photos aériennes de l'IGN pour la période actuelle (1950 à aujourd'hui).

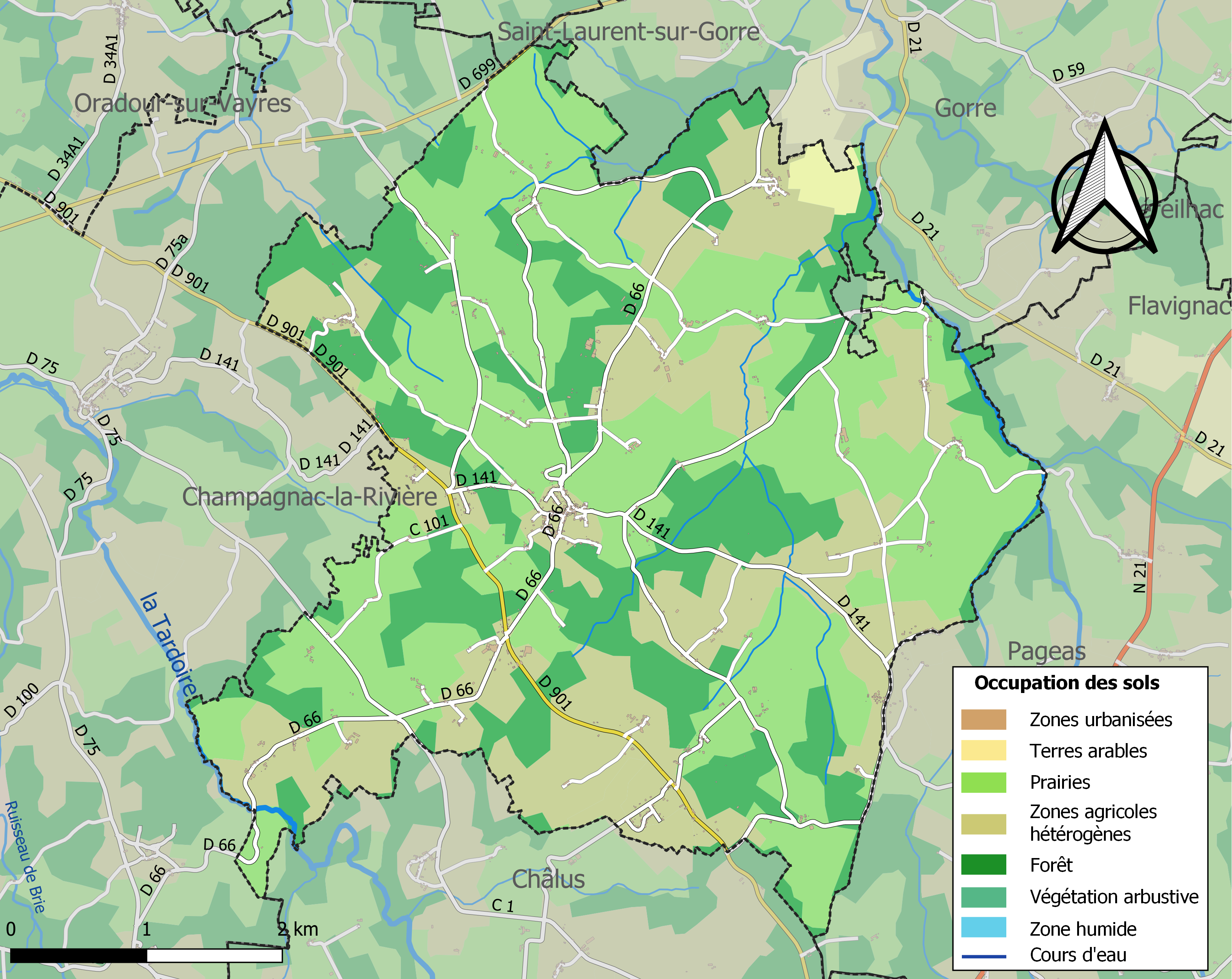
Carte des infrastructures et de l'occupation des sols de la commune en 2018 (CLC).

### Risques majeurs
Le territoire de la commune de Champsac est vulnérable à différents aléas naturels : météorologiques (tempête, orage, neige, grand froid, canicule ou sécheresse) et séisme (sismicité faible). Il est également exposé à un risque particulier : le risque de radon. Un site publié par le BRGM permet d'évaluer simplement et rapidement les risques d'un bien localisé soit par son adresse soit par le numéro de sa parcelle.

#### Risques naturels

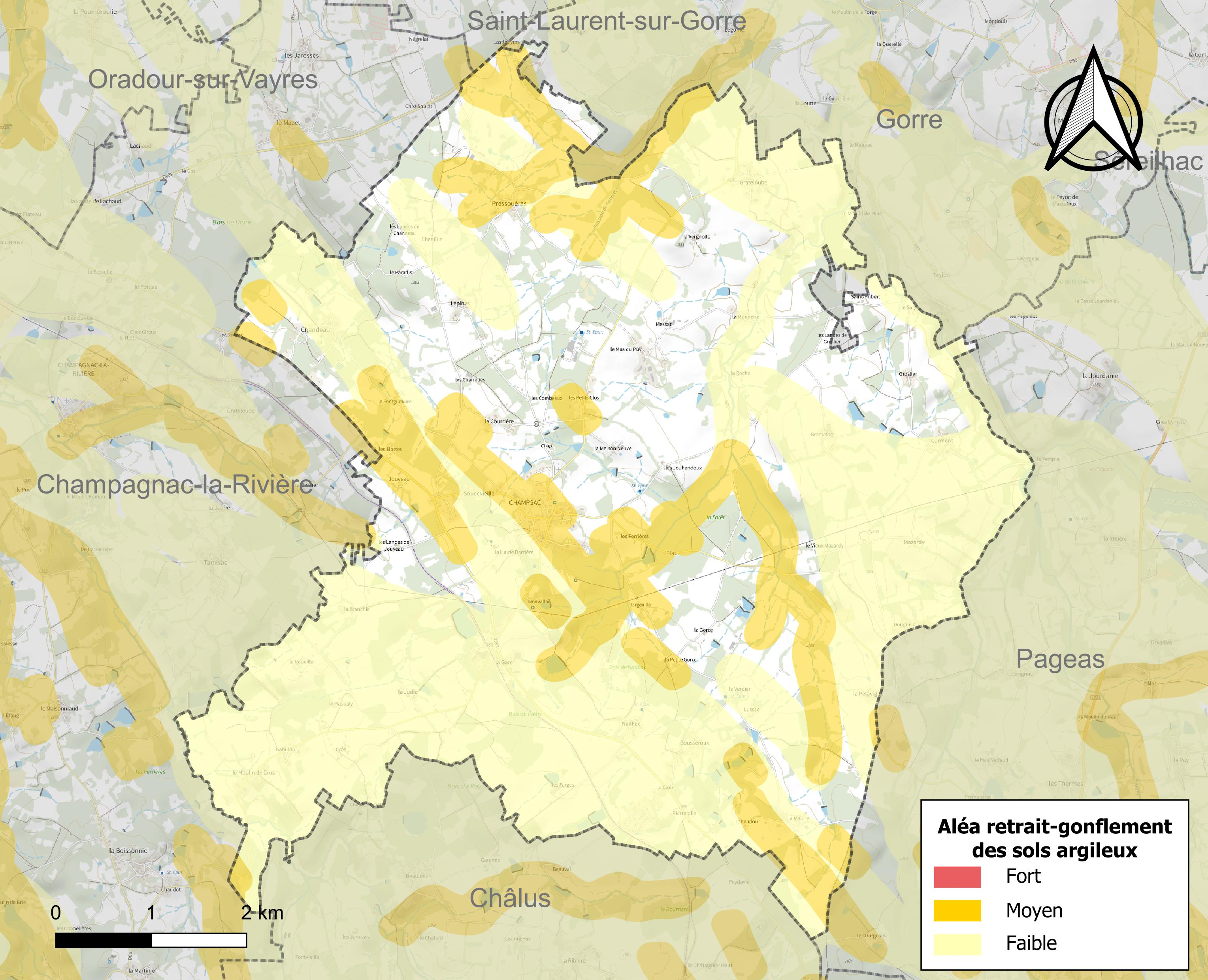
Carte des zones d'aléa retrait-gonflement des sols argileux de Champsac.

Le retrait-gonflement des sols argileux est susceptible d'engendrer des dommages importants aux bâtiments en cas d’alternance de périodes de sécheresse et de pluie. 19,9 % de la superficie communale est en aléa moyen ou fort (27 % au niveau départemental et 48,5 % au niveau national métropolitain). Depuis le 1er octobre 2020, en application de la loi ÉLAN, différentes contraintes s'imposent aux vendeurs, maîtres d'ouvrages ou constructeurs de biens situés dans une zone classée en aléa moyen ou fort,.
La commune a été reconnue en état de catastrophe naturelle au titre des dommages causés par les inondations et coulées de boue survenues en 1982 et 1999 et par des mouvements de terrain en 1999.

#### Risque particulier
Dans plusieurs parties du territoire national, le radon, accumulé dans certains logements ou autres locaux, peut constituer une source significative d’exposition de la population aux rayonnements ionisants. Selon la classification de 2018, la commune de Champsac est classée en zone 3, à savoir zone à potentiel radon significatif.

## Histoire
Le tumulus de la Motte de Jouveaux, interprété comme un monument funéraire, constitue une trace de l'occupation du territoire lors du premier âge du fer, avec son mobilier inventorié en 1895, dont l'urne au décor graphité est conservée au musée de Rochechouart.
Un domaine gallo-romain serait à l'origine de Champsac, dont le toponyme proviendrait du nom d'homme "Camiccius" et du suffixe -acum (domaine de Camiccius).
Avant la Révolution, Champsac était une paroisse du Haut-Limousin, dans l'archiprêtré de Nontron, diocèse de Limoges. Généralité, élection et sénéchaussée de Limoges.
Relevant essentiellement de la juridiction de Châlus, Champsac avait plusieurs seigneurs fonciers : le comte de Châlus, celui des Cars, le commandeur de Puybonnieux, les marquis du Masnadaud et de Sauveboeuf.
La paroisse avait pour fête patronale la Décollation de Saint-Jean-Baptiste.

### Passé ferroviaire du village
|  |  |  |

De 1880 à 1996, la commune de Champsac a été traversée par la ligne de chemin de fer de Saillat-sur-Vienne à Bussière-Galant, qui, venant de Champagnac-la-Rivière se dirigeait ensuite vers la gare de Châlus.

A l' époque où le chemin de fer était le moyen de déplacement le plus pratique, cette ligne connaissait un important trafic de passagers et de marchandises. 
	
Avec l'amélioration des routes et le développement du transport automobile, le trafic ferroviaire a périclité et la ligne a été fermée en aux voyageurs en 1940. Le trafic de marchandises a continué jusqu'en 1996 date à laquelle la ligne a été déclassée. Quelques tronçons de l'ancienne ligne subsistent encore de nos jours utilisés comme sentier de randonnée et surtout par le Vélorail de Bussière-Galant à Châlus.

## Héraldique
|  | Les armes de la commune se blasonnent ainsi : D'azur à la paysanne vêtue d'or, semant dans le vent une plaine labourée de gueules. |

## Politique et administration

### Liste des maires
| Période                                  | Période   | Identité           | Étiquette | Qualité                                                       |
| ---------------------------------------- | --------- | ------------------ | --------- | ------------------------------------------------------------- |
| mars 2001                                | mars 2008 | Jean Piere Chalard | PS        |                                                               |
| mars 2008                                | juin 2020 | Guy Baudrier       | ADS       | Conseiller général du canton d'Oradour-sur-Vayres (2008-2015) |
| juin 2020                                | En cours  | Maryse Parverie    |           |                                                               |
| Les données manquantes sont à compléter. |           |                    |           |                                                               |

## Démographie
L'évolution du nombre d'habitants est connue à travers les recensements de la population effectués dans la commune depuis 1793. Pour les communes de moins de 10 000 habitants, une enquête de recensement portant sur toute la population est réalisée tous les cinq ans, les populations de référence des années intermédiaires étant quant à elles estimées par interpolation ou extrapolation. Pour la commune, le premier recensement exhaustif entrant dans le cadre du nouveau dispositif a été réalisé en 2008.

En 2022, la commune comptait 688 habitants, en évolution de +1,93 % par rapport à 2016 (Haute-Vienne : −0,68 %, France hors Mayotte : +2,11 %).
| 1793  | 1800  | 1806  | 1821  | 1831  | 1836  | 1841  | 1846  | 1851  |
| ----- | ----- | ----- | ----- | ----- | ----- | ----- | ----- | ----- |
| 1 150 | 1 120 | 1 268 | 1 417 | 1 321 | 1 435 | 1 380 | 1 508 | 1 520 |

| 1856  | 1861  | 1866  | 1872  | 1876  | 1881  | 1886  | 1891  | 1896  |
| ----- | ----- | ----- | ----- | ----- | ----- | ----- | ----- | ----- |
| 1 495 | 1 378 | 1 395 | 1 278 | 1 281 | 1 450 | 1 529 | 1 513 | 1 587 |

| 1901  | 1906  | 1911  | 1921  | 1926  | 1931  | 1936  | 1946  | 1954 |
| ----- | ----- | ----- | ----- | ----- | ----- | ----- | ----- | ---- |
| 1 573 | 1 558 | 1 517 | 1 321 | 1 219 | 1 206 | 1 193 | 1 057 | 864  |

| 1962 | 1968 | 1975 | 1982 | 1990 | 1999 | 2006 | 2008 | 2013 |
| ---- | ---- | ---- | ---- | ---- | ---- | ---- | ---- | ---- |
| 766  | 687  | 639  | 618  | 567  | 550  | 587  | 597  | 670  |

| 2018 | 2022 | - | - | - | - | - | - | - |
| ---- | ---- | - | - | - | - | - | - | - |
| 668  | 688  | - | - | - | - | - | - | - |

## Lieux et monuments
Le tumulus de la Motte de Jouveaux est un monument funérairedaté du premier âge du fer. Son mobilier a été inventorié en 1895 et l'urne au décor graphité est conservée au musée de Rochechouart.

## Entreprises
La principale entreprise située sur le territoire de la commune est un vinaigrier spécialisé dans les produits haut-de-gamme, l'entreprise Delouis

## Église
L'église de la Décollation-de-Saint-Jean-Baptiste de Champsac est un édifice de construction romane plusieurs fois remanié, notamment dans la 1re moitié du XVIIe siècle. Elle a une nef unique de 6,50 m de largeur et un chœur en abside. Son clocher primitif, en pierre, a été démoli vers 1850 et remplacé par le clocher actuel, en bois, à l'extrémité occidentale de la nef.
En 1587, Marguerite de La Rochefoucauld, comtesse de Châlus, fit peindre par François Limosin, peintre de Limoges, une ceinture à ses armes à l'église de Champsac comme à plusieurs autres de sa juridiction (La Chapelle-Montbrandeix, Dournazac, Lageyrat, Pageas).

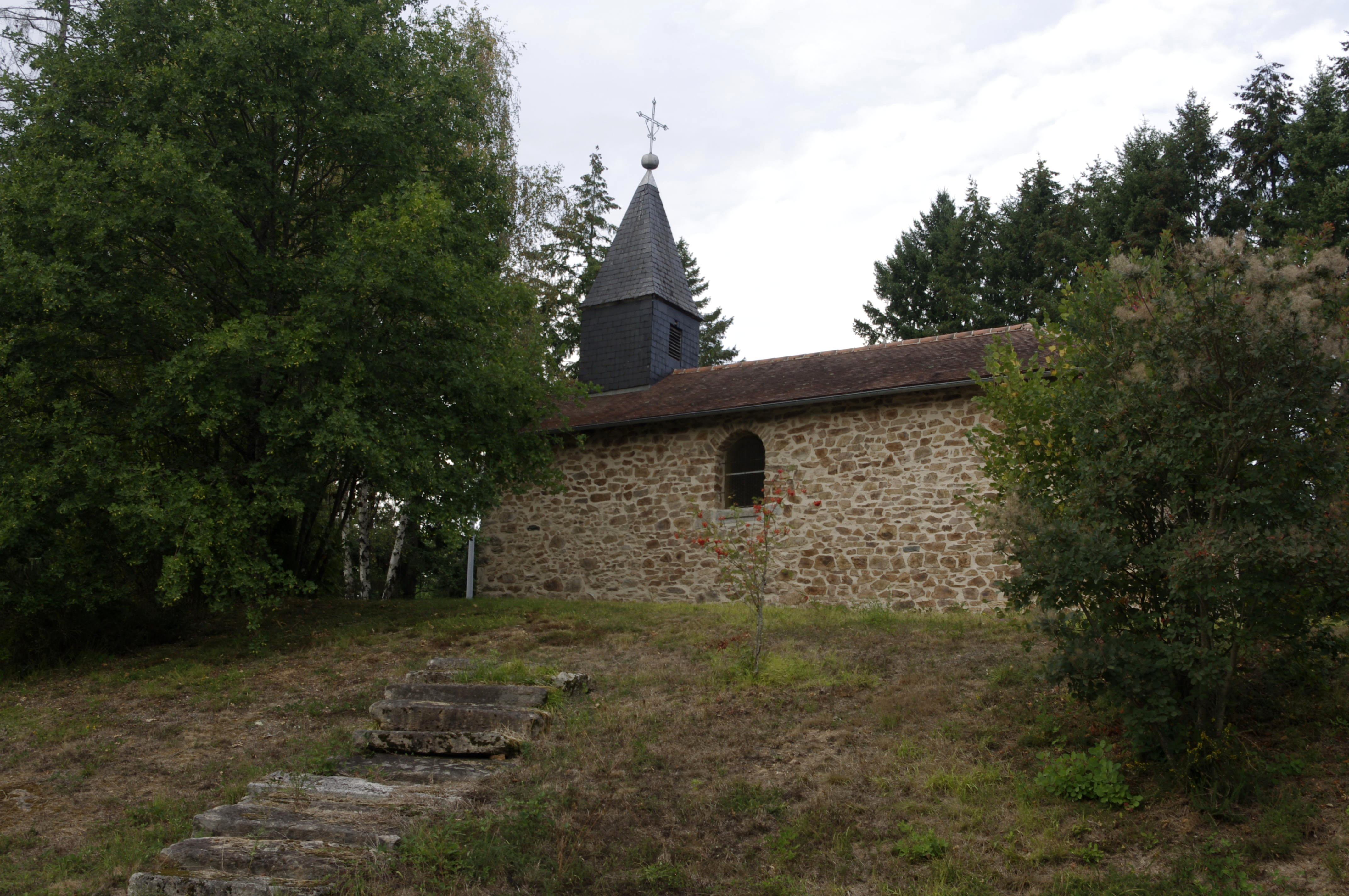
La chapelle Saint-Roch
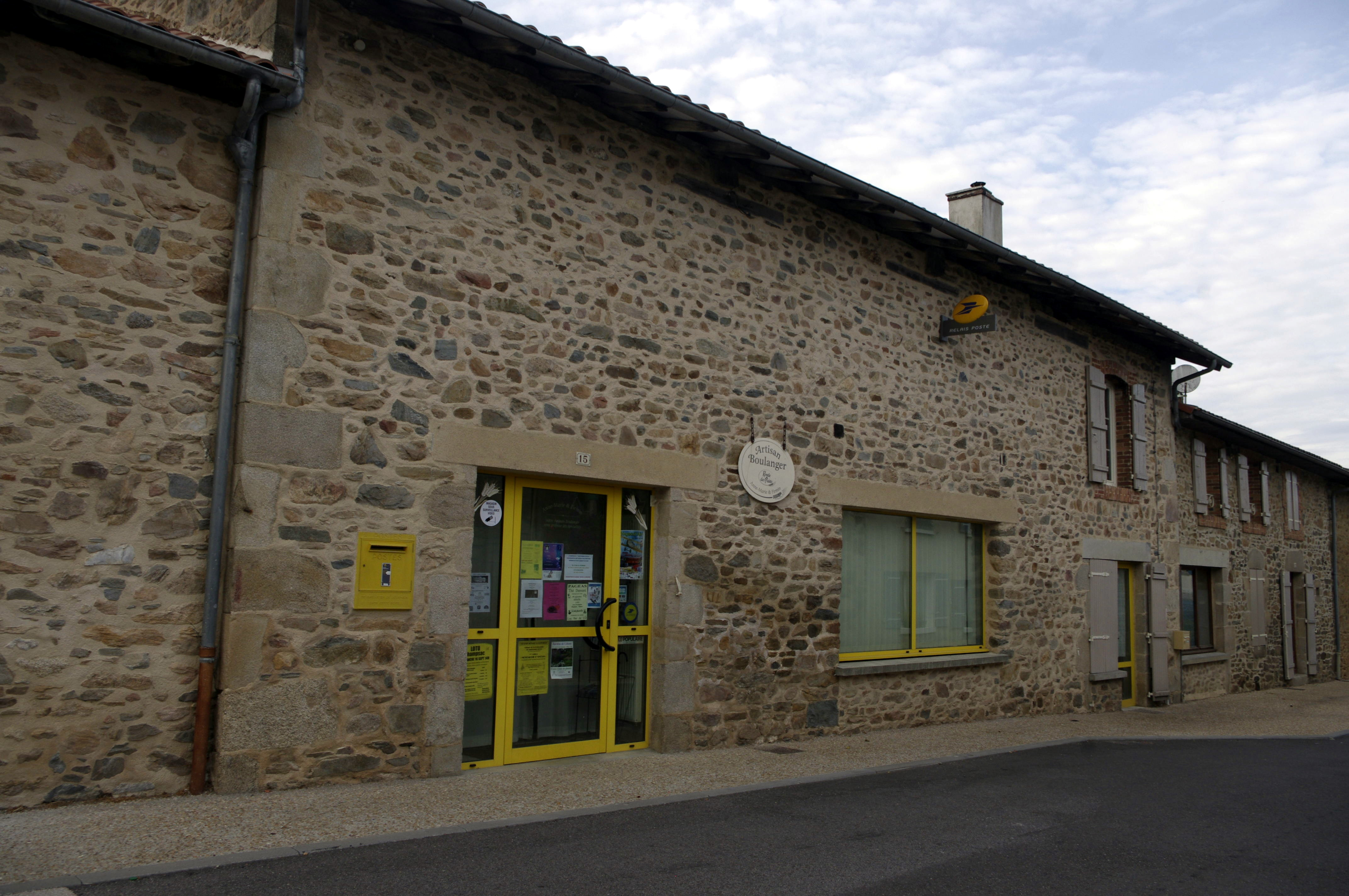
Agence postale et boulangerie

## Patrimoine naturel
La commune présente trois zones naturelles d'intérêt écologique, faunistique et floristique (ZNIEFF).
- La ZNIEFF de type 2 Vallée de la Tardoire (du moulin de Cros à Peyrassoulat)[28].
- La ZNIEFF de type 1 de la Lande de la Judie[29].
- La ZNIEFF de type 1 de la « lande de la Martinie (vallée de la Tardoire)  »[30], soit 32,17 hectares, concerne Châlus, Champagnac-la-Rivière et Champsac et vise un affleurement de serpentine, roche très basique, entre Châlus et Cussac. Cet affleurement, contrairement aux affleurements de serpentine habituels de Haute-Vienne, n'est accompagné ni de pelouse sèche ni d'affleurement rocheux. Il abrite la gentiane pneumonanthe (Gentiana pneumonanthe, protégée en Limousin) et la bruyère à balais ou Brande du Poitou. On y trouve régulièrement le busard Saint-Martin (Circus cyaneus) qui y a établi des dortoirs ;  les mares et ornières de la lande humide hébergent le sonneur à ventre jaune (Bombina variegata), petit crapaud protégé en France. Cette ZNIEFF est entièrement incluse dans la ZNIEFF de la « Vallée de la Tardoire (du moulin de Cros à Peyrassoulat) ».

## Personnalités liées à la commune
- Eugène Nicolas, né le 8 décembre 1879 à Champsac et mort le 26 février 1965 à Champsac, est un homme politique français. Médecin de profession, il succède en 1902 à son père à la mairie de Champsac. Il est à 22 ans, le plus jeune maire de France.
- Émile-Roger Lombertie, né à Champsac le 20 février 1951, homme politique français, psychiatre chef de pôle hospitalier à Limoges, et actuel maire de Limoges.